# Эйкинс, Люк
Люк Эйкинс (англ. Luke Aikins, род. 21 ноября 1973 года, Корпус-Кристи, Техас) — американский каскадёр, парашютист, известный тем, что первым в истории прыгнул без парашюта и вингсьюта с высоты 7600 м (25 тыс. футов) и благополучно приземлился.

## Биография
Люк — профессиональный парашютист в третьем поколении, его семья основала свою парашютную школу. В детстве кумиром Люка Эйкинса был офицер ВВС США Джозеф Киттинджер, который поставил мировой рекорд — 16 августа 1960 года прыгнул с парашютом с высоты 31,3 тысячи метров.

## Карьера
Люк Эйкинс создал свою школу, где он работает каскадёром и постановщиком трюков в американском Голливуде. В своей школе Люк учит не только частных учеников, но и тренирует Силы специальных операций США в компании «Para Tactics».
Люк Эйкинс тренировал многих элитных парашютистов, а также исполнял каскадерские трюки в фильме «Железный человек 3».
Эйкинс выступал в роли консультанта у другого известного парашютиста Феликса Баумгартнера, который прыгнул с парашютом с высоты 38,9 тыс. м.

## Достижения
- 18 тысяч прыжков с парашютом.

## Прыжок с высоты 7600 м
Прыжок состоялся 30 июля 2016 года в пустыне на юге Калифорнии. Эйкинс выпрыгнул с легкомоторного самолета над городом Сими-Валли. Эйкинс находился 2,5 минуты в свободном падении, он летел со скоростью падения около 53 метров в секунду, и успешно приземлился на сетку размером 30×30 м (1/8 футбольного поля) на уровне 20-го этажа небоскреба. Для улучшения ориентации в полёте вокруг сети были установлены специальные прожекторы.
Гильдия киноактёров требовала от Эйкинса надеть парашют, но он отказался, так как парашют резко увеличил бы его массу.
Чтобы показать этот прыжок, вместе с Люком прыгнули ещё трое парашютистов: один из них снимал видео, другой оставлял след дымовой шашкой для ориентира на поверхности земли, а третий принял у Люка баллон с кислородом. Затем все трое открыли парашюты и оторвались от Эйкинса.
Прямую трансляцию этого прыжка вела американская телекомпания Fox.
Этот трюк 42-летний спортсмен готовил два года. За его приземлением наблюдала вся его семья, кроме матери.

## Личная жизнь
Женат, есть сын.